# Román Acevedo Rojas
Román Acevedo Rojas (* 26. Februar 1908 in Tarimoro; † 29. Mai 1994) war ein mexikanischer römisch-katholischer Geistlicher und Weihbischof in Morelia.

## Leben
Román Acevedo Rojas empfing am 17. Dezember 1932 das Sakrament der Priesterweihe.
Am 29. November 1967 ernannte ihn Papst Paul VI. zum Titularbischof von Thamugadi und bestellte ihn zum Weihbischof in Morelia. Der Koadjutorerzbischof von Morelia, Manuel Martín del Campo Padilla, spendete ihm am 19. März 1968 die Bischofsweihe; Mitkonsekratoren waren der Bischof von Ciudad Victoria, José de Jesús Tirado Pedraza, und der Bischof von Ciudad Altamirano, Juan Navarro Ramírez.
Am 3. März 1983 nahm Papst Johannes Paul II. das von Román Acevedo Rojas aus Altersgründen vorgebrachte Rücktrittsgesuch an.